# Сава Крипецки
Сава Крипецки (?—28. август 1495) православни је светитељ и оснивач манастира Руске православне цркве званог по њему Крипецки манастир, који се налази 23 км од руског града Пскова. Манастир је основан 1485. Пре доласка у Русији преподобни Сава Крипецки је служио на Светој гори.
Свети Сава Крипецки је сахрањен у главној манастирској цркви.